# Lee Dorman
Lee Dorman (15. září 1942 St. Louis, Missouri, USA – 21. prosince 2012 Laguna Niguel, Kalifornie, USA) byl americký baskytarista známý především jako člen rockové skupiny Iron Butterfly. Hrál také ve skupině Captain Beyond. Pocházel z rodiny důstojníka. V šedesátých letech se ze svého rodného bydliště přestěhoval do San Diega a v teenagerských letech začal hrát na baskytaru. Do Iron Butterfly přišel po dokončení nahrávání alba Heavy koncem roku 1967. Počátkem roku 1968 začal se skupinou nahrávat jejich druhé album In-A-Gadda-Da-Vida, je spoluautorem skladby „Termination“ z tohoto alba. Podílel se na dalších třech albech Ball, Live a Metamorphosis a v květnu 1971 se skupina rozpadla. V tomtéž byl spolu s Mikeem Pinerou, kytaristou Iron Butterfly, producentem alba Black Oak Arkansas skupiny Black Oak Arkansas.
Po rozpadu Iron Butterfly Dorman založil spolu s Rodem Evansem z britské skupiny Deep Purple, Larry Reinhardtem z Iron Butterfly a Bobbym Caldwellem skupinu Captain Beyond. Rozpadla se po vydání dvou alb v roce 1973. Jejím rozpadem se Dorman rozhodl ukončit hudební kariéru. V roce 1977 přišel do obnovených Iron Butterfly, kde s menšími přestávkami hrál až do své smrti. Ve stejné době se stal členem obnovených Captain Beyond a nahrál s nimi i jejich poslední album Dawn Explosion. V devadesátých letech hrál na albu No Rest for the Wounded Heart Roberta Teppera. Zemřel v roce 2012 ve svých sedmdesáti letech.

## Diskografie
Iron Butterfly
- In-A-Gadda-Da-Vida (1968)
- Ball (1969)
- Live (1970) − koncertní album
- Metamorphosis (1970)
- Evolution: The Best of Iron Butterfly (1971) − kompilační album
- Star Collection (1973) − kompilační album
- Rare Flight (1988) − kompilační album
- Light & Heavy: The Best of Iron Butterfly (1993) − kompilační album
- In-A-Gadda-Da-Vida (1995) − videozáznam
- Rock 'N' Roll Greats: Iron Butterfly in Concert! (2004) − videozáznam
- Concert and Documentary – Europe 1997 (2009) − videozáznam
- Fillmore East 1968 (2011) − koncertní album

Captain Beyond
- Captain Beyond (1972)
- Sufficiently Breathless (1973)
- Dawn Explosion (1977)
- Far Beyond a Distant Sun - Live Arlington, Texas (2002) − koncertní album